# Fab12
Fab12 est une usine Intel fabriquant des wafers (substrat ou galette de silicium) de 300 mm gravés en 65 nm.
Cette usine, qui se situe en Arizona, a été fermée en 2004 puis rouverte en 2005, dotée d'un investissement de 2 milliards de dollars afin de pouvoir produire des wafers de 300 mm.  Elle est la cinquième usine estampillée du logo du fondeur de Santa Clara à pouvoir graver les galettes de silicium en 65 nm.
Les processeurs Pentium 4E utilisaient une finesse de gravure de 90 nm. L'utilisation de la technologie 65 nm a permis à Intel de produire des processeurs plus complexes et plus rapides.
Le Tejas a été le premier processeur Intel qui profita de la finesse de gravure 65 nm. Le Tejas devrait être le successeur du Prescott, ce nouveau processeur possédera un cache L1 de 24 Ko, un cache L2 de 1 Mo (pour la version 90 nm) ou de 2 Mo (pour la version gravée en 65 nm), une série de nouvelles instructions, une prédiction de branches et une technologie Hyper-Threading améliorées et éventuellement un support des instructions 64 bits. Sa fréquence d'introduction est comprise entre 4 et 4,2 GHz.
Intel dispose d'autres sites de fabrication, appelés Fab22 (aussi en Arizona) et Fab18. Un autre site est capable de produire des wafers en 65 nm, appelé Fab24-2 et situé à Leixlip en Irlande.